# Ranunculus californicus
Ranunculus californicus Benth. – gatunek rośliny z rodziny jaskrowatych (Ranunculaceae Juss.). Występuje endemicznie w Stanach Zjednoczonych i północno-zachodnim Meksyku.

## Rozmieszczenie geograficzne
W Stanach Zjednoczonych rośnie naturalnie w Kalifornii oraz zachodniej części Oregonu. W Meksyku występuje w stanie Kalifornia Dolna. 

## Morfologia
PokrójBylina dorastająca do 30–60 cm wysokości.
LiścieLiście odziomkowe są owłosione. Są trójdzielne. Mają sercowaty lub owalny kształt. Mierzą 2–6 cm długości oraz 2,5–7,5 cm szerokości.
KwiatySą pojedyncze. Pojawiają się na szczytach pędów. Są lśniące i mają żółtą barwę. Dorastają do 16–30 mm średnicy. Mają 5 owalnych działek kielicha, które dorastają do 2–3 mm długości. Mają od 9 do 17 owalnych płatków o długości 7–14 mm.
OwoceNagie niełupki o długości 2–3 mm. Tworzą owoc zbiorowy – wieloniełupkę o kulistym lub półkulistym kształcie i dorastającą do 4–9 mm długości.

## Biologia i ekologia
Rośnie na łąkach i polanach w lasach. Występuje na wysokości do 2000 m n.p.m. Kwitnie od marca do sierpnia. Preferuje stanowiska w półcieniu. Dobrze rośnie na wilgotnym, żyznym i dobrze przepuszczalnym podłożu. 